# Молалла (річка)
Мола́лла (англ. Molalla) — річка у штаті Орігон (США), права притока річки Вилламет.
Довжина річки становить 86 км. Витоки розташовані біля гори Тейбл-Рок у Каскадних горах. Впадає до річки Вилламет біля міста Кенбі.
Над річкою розташовані міста Молалла й Кенбі.
Долина річки була заселена до європейців індіанськими племенами молалла, які належать до платоїдних пенутійців.
| США | Це незавершена стаття з географії США. Ви можете допомогти проєкту, виправивши або дописавши її. |